# Simon II. (Sponheim-Kreuznach)
Simon II. von Sponheim (* um 1270; † 1336 in Kastellaun) war Graf der Vorderen Grafschaft Sponheim und entstammte dem Adelsgeschlecht der Sponheimer.

## Leben und Wirken
Simon II. von Sponheim wurde um das Jahr 1270 geboren. Nach dem Tod seines Vaters Johann I. († 1290) übernahm er zusammen mit seinem Bruder Johann II. die Regierung in der Vorderen Grafschaft Sponheim.
Im Jahre 1300 heiratete Simon II. Elisabeth von Valkenburg. Spätestens zu diesem Zeitpunkt teilten die Brüder die vordere Grafschaft auf. Teilungslinie bildete der Soonwald. Der nördliche Teil mit Kirchberg und Kastellaun fiel an Simon, der südliche Teil fiel an Johann.
Als Residenzort wählte Simon Kastellaun, obwohl Kirchberg die einzige Stadt seines Anteils war. Aus diesem Grund baute er Burg und Ort Kastellaun aus und sorgte dafür, dass Kastellaun 1305 Stadtrechte und 1309 Marktrechte erhielt. In der Folgezeit erbaute er darüber hinaus eine Stadtmauer und eine neue Kirche, die heutige evangelische Kirche.
Ein Bruder Simons, Emerich, versuchte zweimal vergeblich zum Erzbischof gewählt zu werden. Die Versuche scheiterten am Einfluss der Familie Luxemburg. Als Reaktion nahmen Simon und sein Sohn eine gegen den Erzbischof Balduin von Trier und dessen Geschlecht gerichtete Position ein. Daher unterstützten beide Friedrich von Habsburg, den Gegenkönig zu Ludwig den Bayern den Kandidaten der Luxemburger. Diese Gegnerschaft bildete die Grundlinie für das gesamte politische Handeln und führte zu zahlreichen Auseinandersetzungen.
1320 eroberte Balduin das sponheimische Sprendlingen, belagerte Kreuznach und Kastellaun. Ein Jahr später gab Simon vorerst auf und schloss einen Friedensvertrag mit dem Erzbischof.
Im Jahre 1325 erbaute Balduin die Burg Balduinseck um die Stellung der Burg Kastellaun zu schwächen. Drei Jahre später unterstützte Simon den Kampf der Wildgrafen gegen Bischof Balduin um die Schmidtburg.
Gegen 1336 starb Simon II. und wurde in der neuen Kirche in Kastellaun begraben. Dort ist das Doppelgrabmal von ihm und seiner Frau zu sehen. Das Erbe übernahm sein Sohn Walram.

## Nachkommen
Aus der Ehe mit Elisabeth von Valkenburg entstammen folgende Kinder:
- Walram († 1380), Graf von Sponheim, ⚭ 9. August 1330 Elisabeth von Katzenelnbogen († 1383)
- Simon
- Johann II. (* 1312; † 1348), Graf von Sponheim
- Reinhard († 1352), Stiftsherr in Mainz, Trier etc.
- Imagina, († nach 21. Dezember 1352), ⚭ 1322 Graf Philipp von Solms († 1364/5)
- Margareta, ⚭ 1330 Johann Wildgraf zu Dhaun und Grumbach († 1350)
- Anna († um 1330), ⚭ Graf Johann I. von Katzenelnbogen († 1357)
- Elisabeth, ⚭ 1. Ehe 1331 Graf Rudolf I. von Hohenberg († 1336), ⚭ 2. Ehe 15. Oktober 1340 Ludwig von Hessen († 1345)
- Agnes († nach 1367), ⚭ Graf Heinrich II. von Veldenz, Sohn von Graf Georg I. von Veldenz[1]